# Muziris gracilipalpis
Muziris gracilipalpis là một loài nhện trong họ Salticidae.
Loài này thuộc chi Muziris. Muziris gracilipalpis được Embrik Strand miêu tả năm 1911.